# Tefal

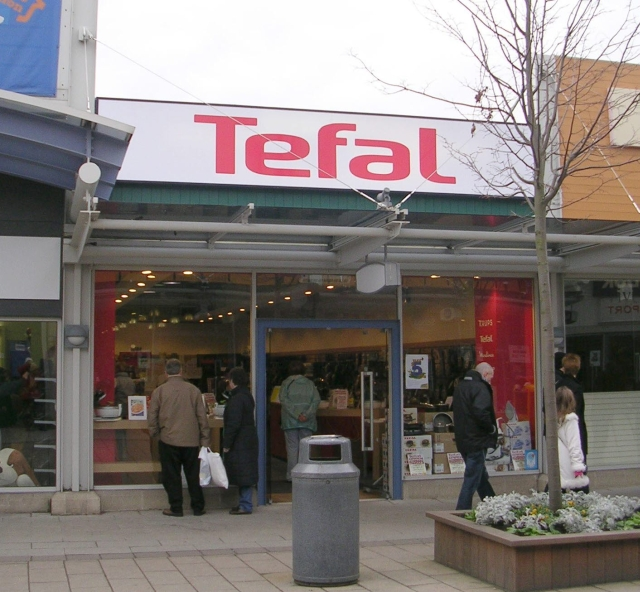
Een Tefalfiliaal in Engeland

Tefal is een handelsmerk van de Groupe SEB, een Frans bedrijf, dat keukenapparatuur en -gerei maakt. Het bekendste zijn de pannen met een teflon-antiaanbaklaag. Groupe SEB is tevens merkhouder van Moulinex, Rowenta en Krups.

## Geschiedenis
In 1954 vond de Franse ingenieur Marc Grégoire een methode uit om teflon aan aluminium te binden. Daarna richtte hij in 1956 een bedrijf op om de aluminiumpannen met teflonlaag te verkopen. Hij noemde dit bedrijf "Tefal", een combinatie van teflon en aluminium.
Een teflonlaag kan eenvoudig door een ijzeren object worden beschadigd, maar houten of kunststof kookgerei, doorgaans zachter dan de teflonlaag, vormt geen gevaar.